# Vuelta a Burgos 2004
La XXVI Vuelta a Burgos se disputó entre el 2 y el 5 de agosto de 2004 con un recorrido de 633 km dividido en 4 etapas, con inicio en Burgos y final en Burgos. La prueba perteneció al Ranking UCI, dentro de la máxima categoría para vueltas de varias etapas: 2.HC; justo por detrás de las Grandes Vueltas.
Tomaron parte en la carrera 16 equipos. Los 5 equipos españoles de Primera División (Liberty Seguros, Illes Balears-Banesto, Euskaltel-Euskadi, Relax-Bodysol y Saunier Duval-Prodir); y los 3 de Segunda División (Comunidad Valenciana-Kelme, Cafés Baqué y Costa de Almería-Paternina). En cuanto a representación extranjera, estuvieron 8 equipos (Quick Step-Davitamon, Acqua & Sapone-Caffe Mokambo, MrBookmaker.com-Palmans, Chocolat Jacques, Vlaanderen-T Interim, Team LPR, Vini Caldirola y Phonak Hearing Systems). Formando así un pelotón de 126 ciclistas, con 8 corredores cada equipo (excepto el Quick Step-Davitamon y el Comunidad Valenciana-Kelme que salieron con 7), de los que acabaron 113.
El ganador final fue Alejandro Valverde (quien además se hizo con tres de las cuatro etapas, lo que le hizo alzarse con la clasificación de la regularidad, y con la clasificación de la montaña). Le acompañaron en el podio Denis Menchov y Leonardo Piepoli respectivamente.
En las clasificaciones secundarias se impusieron Marco Fertonani (metas volantes) y Saunier Duval-Prodir (equipos).

## Etapas
| Etapa     | Fecha       | Recorrido                             | km  | Ganador            | Líder              |
| --------- | ----------- | ------------------------------------- | --- | ------------------ | ------------------ |
| 1.ª etapa | 2 de agosto | Burgos-Poza de la Sal (Altotero)      | 149 | Alejandro Valverde | Alejandro Valverde |
| 2.ª etapa | 3 de agosto | Lerma-Aranda de Duero                 | 170 | Alejandro Valverde | Alejandro Valverde |
| 3.ª etapa | 4 de agosto | Vilviestre del Pinar-Lagunas de Neila | 140 | Alejandro Valverde | Alejandro Valverde |
| 4.ª etapa | 5 de agosto | Miranda de Ebro-Burgos                | 172 | Aurélien Clerc     | Alejandro Valverde |

## Clasificaciones finales
| \| 1. \| Alejandro Valverde \| 14h 59' 07" \| \| 2. \| Denis Menchov \| + 3" \| \| 3. \| Leonardo Piepoli \| + 6" \| \| 4. \| Marcos Antonio Serrano \| + 50" \| \| 5. \| Jonathan González \| + 53" \| \| 6. \| Juan Carlos Domínguez \| + 1' 14" \| \| 7. \| Vladimir Karpets \| + 1' 40" \| \| 8. \| Mauricio Ardila \| + 1' 51" \| \| 9. \| José Alberto Martínez \| + 2' 02" \| \| 10. \| Ondřej Sosenka \| + 2' 06" \| |                        |             |
| 1. | Alejandro Valverde     | 14h 59' 07" |
| 2. | Denis Menchov          | + 3"        |
| 3. | Leonardo Piepoli       | + 6"        |
| 4. | Marcos Antonio Serrano | + 50"       |
| 5. | Jonathan González      | + 53"       |
| 6. | Juan Carlos Domínguez  | + 1' 14"    |
| 7. | Vladimir Karpets       | + 1' 40"    |
| 8. | Mauricio Ardila        | + 1' 51"    |
| 9. | José Alberto Martínez  | + 2' 02"    |
| 10. | Ondřej Sosenka         | + 2' 06"    |

| \| 1. \| Alejandro Valverde \| 46 p. \| \| 2. \| Moisés Dueñas \| 42 p. \| \| 3. \| Denis Menchov \| 37 p. \| |                    |       |
| 1. | Alejandro Valverde | 46 p. |
| 2. | Moisés Dueñas      | 42 p. |
| 3. | Denis Menchov      | 37 p. |

| \| 1. \| Alejandro Valverde \| 75 p. \| \| 2. \| Denis Menchov \| 40 p. \| \| 3. \| Alexandre Usov \| 40 p. \| |                    |       |
| 1. | Alejandro Valverde | 75 p. |
| 2. | Denis Menchov      | 40 p. |
| 3. | Alexandre Usov     | 40 p. |

| \| 1. \| Marco Fertonani \| 15 p. \| \| 2. \| Moisés Dueñas \| 12 p. \| \| 3. \| Constantino Zaballa \| 7 p. \| |                     |       |
| 1. | Marco Fertonani     | 15 p. |
| 2. | Moisés Dueñas       | 12 p. |
| 3. | Constantino Zaballa | 7 p.  |

| \| 1. \| Saunier Duval-Prodir \| 45h 1' 18" \| \| 2. \| Relax-Bodysol \| + 4' 10" \| \| 3. \| Comunidad Valenciana-Kelme \| + 4' 50" \| |                            |            |
| 1. | Saunier Duval-Prodir       | 45h 1' 18" |
| 2. | Relax-Bodysol              | + 4' 10"   |
| 3. | Comunidad Valenciana-Kelme | + 4' 50"   |